# ゲリラ
ゲリラ（スペイン語: guerrilla）は、ゲリラ戦（遊撃戦）と呼ばれる不正規戦闘を行う民兵または反政府組織のこと。

## 語源

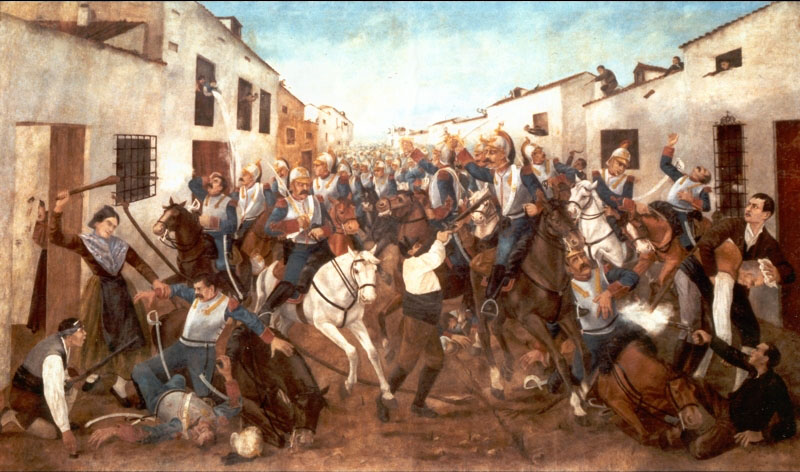
スペイン独立戦争で、フランス軍による侵略に抵抗するスペインのゲリラを描いた絵画

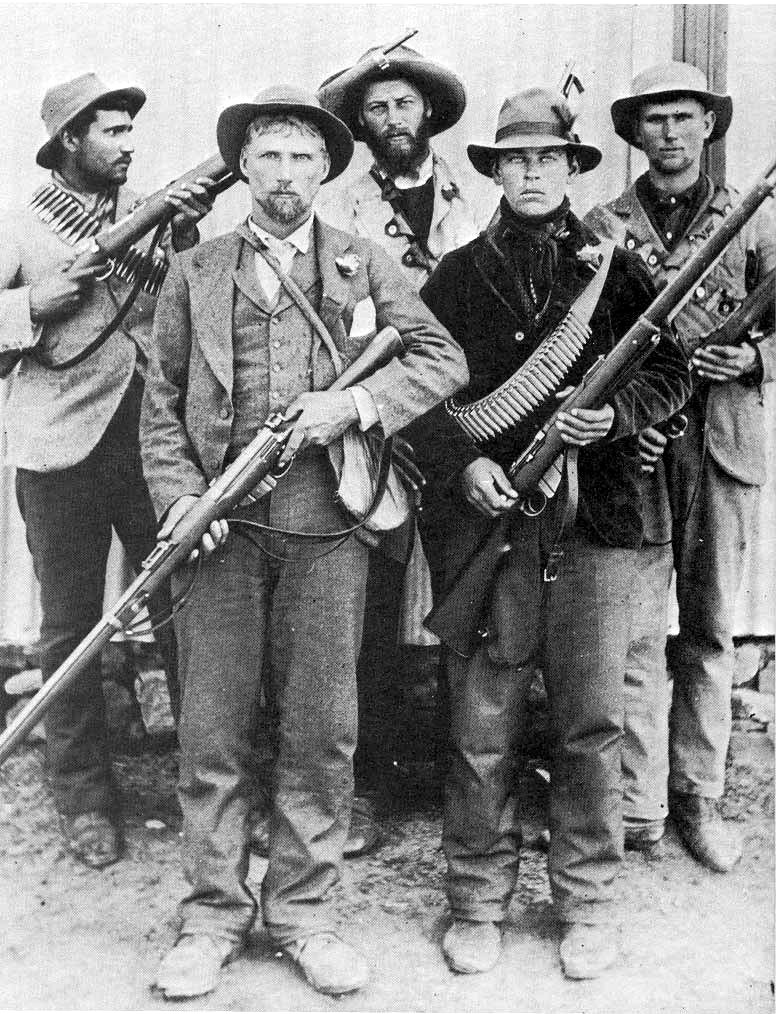
第二次ボーア戦争におけるゲリラ

1808年からのスペイン独立戦争でナポレオン軍に抗して蜂起したスペイン軍やスペイン人民衆の採った作戦を、ゲリーリャ（guerrilla、guerra「戦争」+指小辞-illaで「小さな戦争」を意味するスペイン語の単語）と呼んだのが、ゲリラの語源である。ただし、戦術としてのゲリラ戦は、この語が生まれる以前の古代から存在していた。
日本語では「遊撃」という言葉で訳されることがある。ここでの「遊」の意味は「本拠とする場所から離れる」という意味である。

## 概要
ゲリラ戦とは、戦線外において小規模な部隊を運用して奇襲、待ち伏せ、後方支援の破壊、攪乱や攻撃を行う戦法または戦闘を指す。ゲリラによるゲリラ戦は、正規軍による正規戦、特に会戦による決戦方法とは対極的な戦争形態である。一般にゲリラ戦は、少数あるいは劣勢となった側が地の利や住民衆の支持を背景に小規模な戦闘を効果的・反復的に実施することによって、優勢な敵に対して消耗戦や神経戦を強いて占領の長期継続を困難にさせる事を目的とする。反面、ゲリラ戦だけでは短期間に決定的な軍事的損害を与える事は困難で、その間は優勢な敵側から「正規兵ではない犯罪者、テロリスト」とみなされての弾圧や報復も予想されるため、長期の継続力が必要となる。
同様の任務を遂行する正規軍兵士は「ゲリラコマンド」などと呼び区別する。正規軍も必要に応じてゲリラ戦術を実施するほか、特殊部隊による後方攪乱などコマンドー攻撃を採用する場合や、更には前線での正規軍と被占領地での市民によるゲリラが連携する場合などもあり、どこまでを「ゲリラ」または「ゲリラ戦」と呼ぶかの明確な区別や分類は困難である。
近代以降で代表的なゲリラ戦またはゲリラ組織には、19世紀のスペイン独立戦争やボーア戦争、20世紀のアラブ反乱、毛沢東率いる八路軍、第二次世界大戦中の各地でのレジスタンス運動やパルチザン、東西冷戦期のアルジェリア戦争やベトナム戦争、キューバ革命、第一次アフガニスタン紛争、冷戦後の第二次アフガニスタン紛争やナクサライトの反乱、ネパール内戦などがある。特にパレスチナ・ゲリラは、西側先進諸国でミュンヘンオリンピック襲撃や多数のハイジャック事件を起こして紛争の国際化を狙い、連携したドイツ赤軍、赤い旅団、日本赤軍なども同様のゲリラ事件を発生させた。
ゲリラ戦の代表的な理論書や教本には、ウラジーミル・レーニンの『ゲリラ戦争』、毛沢東の『遊撃戦論』、チェ・ゲバラの『ゲリラ戦争』、カルロス・マリゲーラの『都市ゲリラ教程』などがある。
また、ゲリラ戦では、ゲリラ側が捕虜となった場合の待遇に歴史的な議論があり、近代の戦時国際法の主題の1つとなっている。

## 19世紀のゲリラ
アフリカ分割において、ヨーロッパ諸国の軍隊に対する抵抗は、ゲリラ戦の形態を採ることが多かった。アルジェリアのアブデルカーデルや西アフリカのサモリ・トゥーレの採用したゲリラ戦術は、フランス軍を大いに悩ませた。ボーア戦争に際して、アフリカーナーはイギリス軍に対してゲリラ戦で抵抗したが、コマンドーの語源はこの時イギリス軍と互角以上に戦った彼等の言葉アフリカーンス語に由来している。これらのゲリラ戦術はヨーロッパ諸国軍を撤退に追いやることはできず、理論化もなされなかったが、後のアフリカの歴史に少なからぬ影響を残した。
日本においては、第二次長州征伐において江戸幕府側についた小倉藩兵が、同領内に攻め込んできた長州藩兵に対し、小倉城から撤退して香春町に拠点を移しゲリラ戦を行っている。

## 20世紀のゲリラ

### 農村ゲリラ
イギリス軍のトーマス・エドワード・ロレンスは、第一次世界大戦においてアラブ反乱を率いてオスマン帝国と戦った。彼の取った作戦は、オスマン帝国との正面からの衝突ではなく、ヒジャーズ鉄道を神出鬼没に攻撃してより多くのオスマン軍部隊を鉄道沿線に張り付け、イギリス軍のパレスチナでの進軍をしやすくすることにあった。彼の取った戦法は、各国のゲリラ戦術や特殊部隊に影響を与えた。
近代ゲリラ戦を定型化したのは、ニカラグアのアウグスト・セサル・サンディーノ将軍だった。サンディーノは、1927年に駐ニカラグアアメリカ海兵隊を攻撃してニカラグア北部の密林や山岳地帯でのゲリラ戦争に持ち込み、国際社会やラテンアメリカ諸国の支援を受けて1933年に海兵隊を撤退に追いやった。
現代においてゲリラ戦の有効性を実証したのは、第一次国共内戦において、毛沢東が率いた中国共産党の紅軍であった。延安に長征した後の彼は『遊撃戦論』などの著作の中で、それまでのマルクス主義における革命戦術の唯一の公式となっていた都市プロレタリア蜂起戦術を批判し、山岳を根拠地とする農村ゲリラ戦術を理論化し、国共内戦と日中戦争で実践した。背景には中国史に数ある農民反乱の伝統があったが、毛沢東は単純に農民の数をあてにするのではなく、険阻な山岳に士気の高いゲリラ軍が入って長期抗戦の態勢を整え、それを一般の農民が支援するというスタイルを編み出す。
第二次世界大戦では、中華民国、ポーランド、ユーゴスラビア、ギリシャ、ソ連、フランス、スロバキア、フィリピン、ベトナム、イタリア（ムッソリーニの失脚後）など、枢軸国の侵攻を受けた諸国で占領軍に対するゲリラ戦が展開され、ヨーロッパのゲリラは、特にレジスタンス運動やパルチザンと呼ばれた。これらのゲリラの主任務は、連合国軍の正規軍と連携し、戦線の後方で破壊活動や諜報活動をすることであった。ただし、中国とユーゴスラビアのゲリラは山岳地から勢力を拡大して都市の争奪にまで乗り出した。大戦末期にソ連軍が東欧やバルト三国を占領すると、枢軸軍と戦っていたゲリラは国民の解放を求めてソ連軍相手にゲリラ戦を続け、ウクライナやリトアニア、エストニア、ラトビアではウクライナ蜂起軍や森の兄弟による抵抗運動が戦後も暫く続いた。
第二次大戦後、脱植民地化時代に入ったアジアとアフリカの植民地や低開発国では、社会主義の思想的影響の下で独立運動や反帝国主義闘争が盛んになった。中国では、日中戦争中から日本軍に対するゲリラ戦を優位に進め、第二次国共内戦に勝利した毛沢東の中国共産党が1949年に中華人民共和国を建国し、社会主義圏（東側諸国）に加盟した。その中で、宗主国を相手に独立戦争を開始する人々も現れた。独立戦争のほとんどはゲリラ戦の形をとり、中でもアルジェリア独立戦争、第一次インドシナ戦争、ベトナム戦争では、フランツ・ファノンやホー・チ・ミンとヴォー・グエン・ザップを理論的指導者としたゲリラ戦が重要な役割を担った。

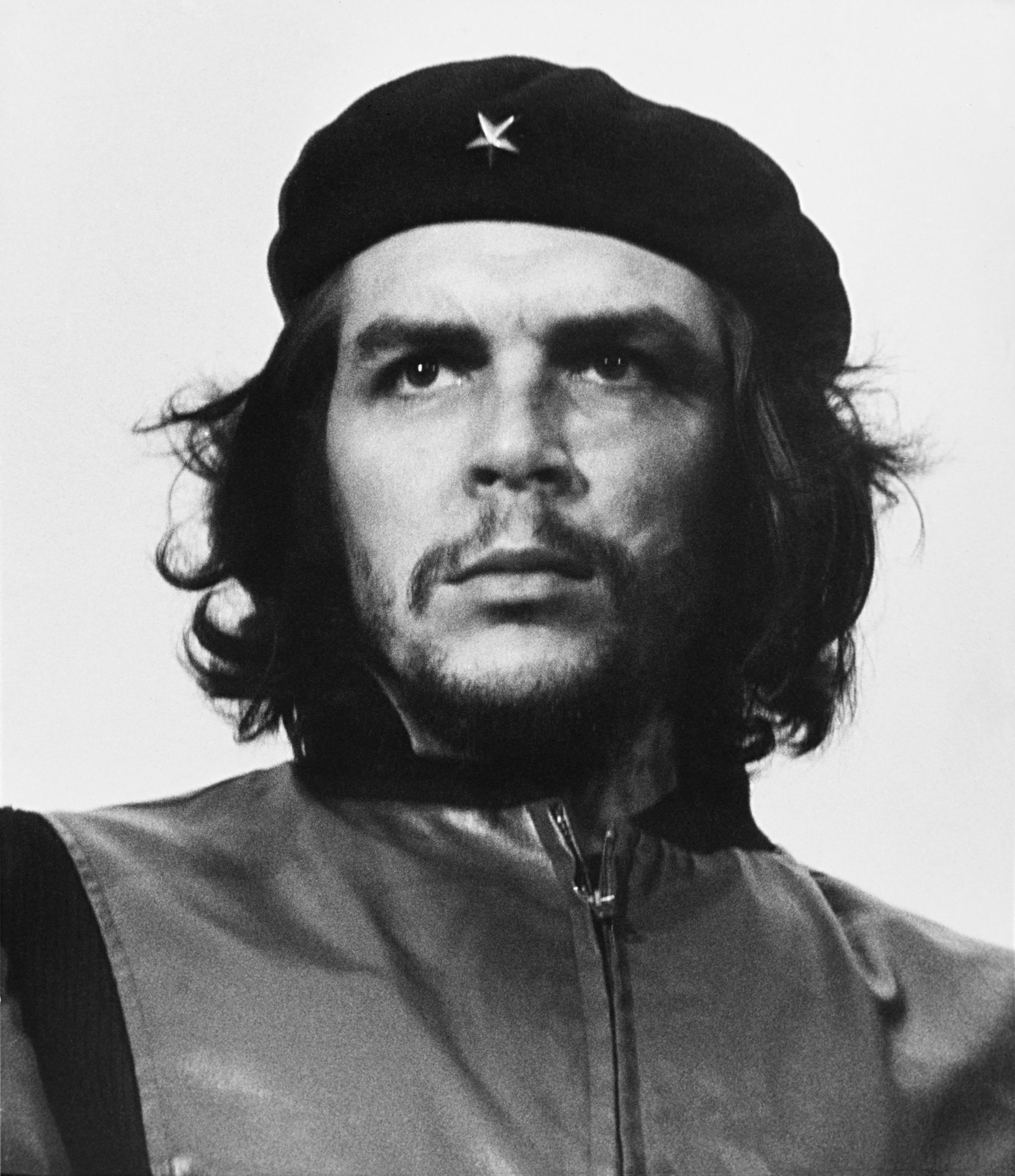
『ゲリラ戦争』の著者、チェ・ゲバラ。アルベルト・コルダの撮影したこの写真のタイトルは、「英雄的ゲリラ」である

独立後、主としてアジアで、毛沢東主義の思想的影響を受けて社会主義革命を目指すゲリラが興ったが、大半が失敗し、中国の影響下にはないキューバのフィデル・カストロとチェ・ゲバラの反独裁ゲリラが成功をおさめた。その後、ラテンアメリカではキューバ革命の影響をうけて親米独裁政権・軍事政権に反対するゲリラが起こされるが、後に世界各国のゲリラの教本にもなった『ゲリラ戦争』でゲバラ主義が標榜した、社会主義革命のために都市のプロレタリアによる蜂起ではなく、農村ゲリラ戦術を主要路線とするゲリラ闘争は、1967年10月にゲバラ自身がボリビアで戦死したことにより重大な挫折を来した。その後ラテンアメリカにおける革命運動は、1968年のペルーにおけるフアン・ベラスコ・アルバラード将軍の社会主義を標榜したクーデターや、1970年のチリにおけるサルバドール・アジェンデの平和革命など、1973年9月11日にチリ革命がチリ・クーデターによって終焉するまで、ゲリラ闘争以外で社会主義を達成しようとする動きに移行したが、チリ・クーデター後にはIMFや世界銀行による構造調整を受け入れた軍事政権に対して再びゲリラ戦争が開始された。この種のゲリラ闘争は1979年のニカラグアでのサンディニスタ革命など成功するものもあったものの、グアテマラ内戦の諸勢力やコロンビア革命軍、センデロ・ルミノソのように多くは敗北するか、長引く内戦ですべての当事者が疲弊し、さらに冷戦が終結するとかつてゲリラ側が掲げていた社会主義の大義は大きく歪み、1990年代になるとその一部は麻薬取引に資金源を見出すようになった。
なお、ニカラグアのコントラやコロンビアの右翼民兵組織（パラ・ミリタリー）のように、親米右派であり、アメリカ軍やCIAに援助、教育を受けていた私兵組織もまた、ゲリラ戦（とテロリズム）を戦術として多用する事となった。また、後掲のキプロスにおけるエノシス運動も、毛沢東などのゲリラ理論を踏まえたものであった。
また、同時期の世界的な脱植民地化の潮流の中でも、西ヨーロッパ最貧国であり新植民地主義を行うほどの実力を持たなかったポルトガルは植民地を手放さなかったため、ポルトガル領アフリカではアミルカル・カブラルやアゴスティニョ・ネト、エドゥアルド・モンドラーネ、サモラ・マシェルに指導された独立を目指すゲリラ部隊とポルトガル軍の戦いが続いた（ポルトガルの植民地戦争）。

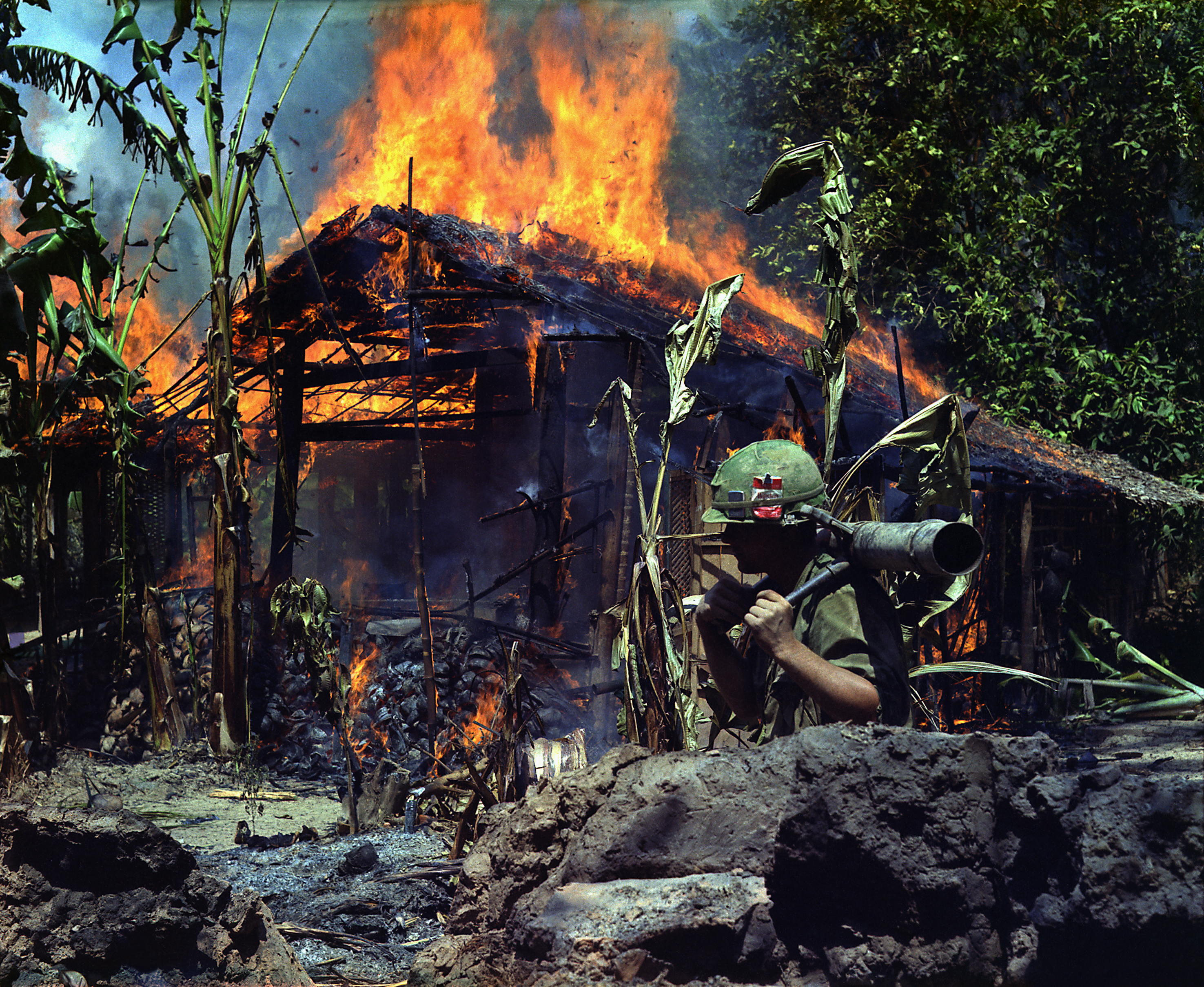
ベトナム戦争の最中に炎上したベトコンの拠点（1968年4月5日）

アジアとアフリカには、国内少数民族による独立要求が多くある。その一部もゲリラ戦の形で戦争を行っている。ただし、アルメニアに支援されたナゴルノ・カラバフ軍のように、経済的・政治的余裕があれば、ゲリラ戦よりも正規戦に堪える正規軍を編成する事の方が多い。南ベトナム解放民族戦線（いわゆるベトコン）にしても、ベトナム戦争後期（とくにテト攻勢以後）にはソ連・中国・北ベトナムの強力かつ弾力的な支援によって正規戦に堪えうる装備と部隊を獲得していたとする説もある。逆にヒズボラのように意図的に正規軍指向を持たず、あくまでも装備と兵力をゲリラ戦主体に留める組織もある。ただし、同組織はイランから強力な支援を得ており、シリアが事実上の補給拠点となっている。
さらに、強力な外国軍と戦うアラブゲリラがある。パレスチナ解放機構（PLO）などをはじめとするパレスチナのゲリラは、アラブ諸国が第三次中東戦争でイスラエルに敗北し、さらにエジプトのサーダートがナセル主義から転向して1977年にイスラエルと和平を結ぶなど、アラブ民族主義路線に重大な挫折を来してから、イスラエル領内に越境攻撃を行った。パレスチナゲリラは、社会主義を理論的支柱としていたが、アフガニスタンでは1979年に侵攻して来たソビエト連邦に対して社会主義そのものの失墜もあり、従来ゲリラ戦術の理論的支柱だった社会主義ではなく、イスラム主義を背景としたムジャーヒディーンがアメリカ合衆国の援助を受けてゲリラ戦で抵抗した。また、アラブ諸国の一つであるレバノンでは、シーア派イスラム原理主義組織ヒズボラが同国南部を占領していたイスラエル軍に対してゲリラ戦および自爆攻撃を展開し、2000年に同軍撤退という一定の成果を上げた。
メキシコでは、NAFTA発効の1994年1月1日に、多国籍企業の進出や補助金により圧倒的な競争力を持つアメリカ合衆国産の農産物（事実上のダンピング）の流入により、メキシコの農家やインディオ（先住民）に失業を宣告するようなこの協定の締結に対して、マヤ系先住民を主体としたサパティスタ民族解放軍（EZLN）が最貧州のチアパス州ラカンドンから反乱を起こした。EZLNは、従来のゲリラ戦術が目指した「国家権力の奪取」を目指さない全く新しい形のゲリラ闘争を繰り広げ、チアパス州にて自治を行っている。
21世紀に入り、対テロ戦争の文脈でアフガニスタン侵攻やイラク戦争が勃発したため、イスラム主義者によるアメリカ合衆国や有志連合諸国に対するゲリラ戦がアフガニスタンやイラクで展開された。テロリズムをその闘争手段としたゲリラ組織には、タミル・イーラム解放のトラなどがあったが、対テロ戦争の開始以降は、テロリストという言葉はイスラム主義ゲリラと同義の言葉として濫用される傾向にある。

### 都市ゲリラ
都市ゲリラは、1960年代にブラジルのカルロス・マリゲーラが提唱したもので、都市において軍隊と警察に間断なく小襲撃を加えることである。ゲリラはふだんは住民にまぎれ、住民に匿われて潜伏している。都市ゲリラは、活動の開始時こそ世間の耳目を集めたが、小規模で散発的なテロリズムを超えることはなかった。例外的に成長したのがウルグアイのツパマロスであったが、ウルグアイ政府が内戦状態を宣言するとこれも激しい弾圧を受けて頓挫し、いずれも名ほどの実を伴わない結果に終わった。先進国にも都市ゲリラを標榜し実行した組織は多いが、それだけで戦争の一類型というほどの規模になったものはない。
キプロス独立に際しては、ゲオルギオス・グリバス率いる、「エオカ」と呼ばれるギリシャへのキプロス併合をも求めるギリシャ人過激派が駐留英軍とその家族に対して攻撃を行い、後にトルコ系住民や独立運動に関心を示さないギリシャ系住民をも標的とした。キプロスは狭小な島国であり、長征のように敵の攻撃を避けて「逃げ回れる」土地は存在しない。また、併合運動の精神的・物質的な支えであるギリシャとは地中海をもって遠く離れており（トルコの方が近距離）、ギリシャからの効果的で絶え間ない軍事的支援を受ける事は実質不可能であった。このため、エオカはゲリラ戦というよりテロリズムに近い作戦を実行した。
作戦そのものは成功したが、彼らの本来の目標であるギリシャ併合は達成されなかった。また、独立後、こうした行動がトルコ系住民の反発と怒りを買い、トルコ系住民独自の民兵組織が結成された。エオカの後身（「エオカB」と呼ばれる）とトルコ系民兵組織は激しく衝突し、1974年にはトルコの軍事介入（こちらはキプロスと短距離である事を活かしての正規軍主体の上陸戦となった）とキプロス北部の占領によってトルコ系住民だけの国家「北キプロス・トルコ共和国」が建国され、キプロスは分断国家、という「副作用」に苦しめられる事になった。

## 国際法上の位置づけ
ゲリラ戦は、正規軍同士の戦争で劣勢が明白な側が、敗北を認めずに続行する延長戦として用いることが多い。強国にとってゲリラ戦は弱い敵を屈服させにくくする障害でしかない。しかし、弱者にとってゲリラ戦は侵略に対する有効な戦法であり、中にはゲリラ戦によって独立を勝ち取った国もある（インドネシア独立戦争など）。そのため、ゲリラ戦を正当な戦争の方法として認めるかをめぐって、近代戦時国際法（現代の国際人道法）の形成期に対立があった。
この対立は、ゲリラ戦に従事した者が戦闘中、または非戦闘中に敵に捕らえられたときの捕虜待遇と直結するものである。ゲリラ戦否認はゲリラ兵を凶悪な殺人者として処刑して良いとする主張に道を開く。語源となった半島戦争では、フランスの正規軍が捕らえたスペインのゲリラ兵を銃殺しており、報復として、捕らえられたフランス兵も銃殺された。スペイン以外でも、政府や正規軍が崩壊した状態で民族主義的動機から武器をとった将兵は、敵から山賊扱いされて銃殺されることが多かった。ゲリラ戦を容認すれば戦闘参加を理由に処刑されることはなくなる。ゲリラ戦の比重が大きかった1830年代のカルリスタ戦争では、はじめ捕虜が殺害されたが、後に協定が結ばれて、捕虜交換が実施されるようになった。
1874年のブリュッセル会議、1899年のハーグ会議で両者の妥協として生まれた諸条約は、基本的にゲリラ戦を容認する立場をとりつつも、民間人保護のために制限を課した。
ハーグ陸戦条約は、責任を持つ長を持ち、遠方から認識できる徽章を付け、公然武器を携行し、戦争の法規と慣例を遵守する民兵・義勇兵は交戦者資格を持つと定めた（1条）。また、占領地の人民が敵の接近に際して軍を組織する暇なく公然武器を携行し、戦争の法規と慣例を遵守するときには、これもまた、交戦者資格を持つとした（2条）。条件は、非戦闘員たる住民と戦闘員たるゲリラ兵を区別し、一般住民を装って接近してから突如武器を取り出して攻撃を加えるような背信を防ぐ意義を持つ。
しかし、これらの条件は、満たすことが難しいだけでなく、満たした場合においても敵国から戦闘員としての権利を否認されることが多かった。ゲリラは、制服や徽章を着用していない場合が多く、着用していても敵に制服・徽章としての効力を否定されることが多かったからである。
第二次世界大戦後、植民地からの独立のためにゲリラ戦を遂行する組織に交戦者資格を与えようとする動きが高まり、ジュネーブ条約第一議定書で正規軍とゲリラに区別なく交戦者資格を与える規定が盛り込まれた。同議定書は、敵側の承認の有無にかかわらず政府・当局の下で武装され組織された集団を軍隊と定め、正規軍と非正規軍の区別を廃した（43条1項）。一般住民との区別のためには、攻撃準備行動中に敵に見られている間と交戦中に公然と武器を携行することを条件とした（44条）。
この拡張を勘案しても、都市ゲリラが戦闘員として認められる余地はほとんどない。条約が課した条件を満たさない状態で戦闘した兵士が敵に捕らえられた場合、捕虜として遇されることはなく、その戦闘参加行為は犯罪として裁かれる。被捕縛者は、戦争犯罪者として扱われ、権限のある裁判所に後送して、その処遇を決定する。ゲリラの嫌疑をかけたれた文民は、法的には文民とみなされる（第一追加議定書第50条第1項）。また、独立性および公平性を有する裁判所に下された有罪判決によらずして、刑を執行してはならない（第二追加議定書第6条第2項）。

## 警察用語としてのゲリラ
日本ではテロという言葉が一般的になる前はテロのことをゲリラということが多かったが、警察庁が発行する警察白書では、施設などを攻撃する対物テロを「ゲリラ」、個人を標的とする対人テロを「テロ」と区分している。ただし分類困難なケース（例：警視庁独身寮爆破事件）もあり、「テロ・ゲリラ」と一括して取り扱っている。

## ゲリラ戦に関する古典
- トーマス・エドワード・ロレンス著 柏倉俊三訳『知恵の七柱』平凡社東洋文庫 全3巻
- カール・シュミット著 新田邦夫訳『パルチザンの理論―政治的なものの概念についての中間所見』ちくま学芸文庫
- ウラジーミル・レーニン著『ゲリラ戦争』
- 毛沢東著 藤田敬一、吉田富夫訳『遊撃戦論』中公文庫BIBLIO
- ヴォー・グエン・ザップ著『人民の戦争・人民の軍隊』
- チェ・ゲバラ著『ゲリラ戦争』
- カルロス・マリゲーラ著『都市ゲリラ教程』